# Сегапели (Перуђа)
Сегапели је насеље у Италији у округу Перуђа, региону Умбрија.
Према процени из 2011. у насељу је живело 53 становника. Насеље се налази на надморској висини од 264 м.